# قلعه یدیکوله
قلعه یدیکوله (به ترکی:Yedikule Hisarı یا Yedikule Zindanları) قلعه‌ای تاریخی است که در یدیکوله در محلهٔ فاتح استانبول ترکیه واقع شده است. این بنا در سال ۱۴۵۸ میلادی بنا گردید. این قلعه محل سکونت باب عالی و همچنین زندان بود.